# Uvaggio
Uvaggio è un termine, utilizzato in enologia, che identifica il metodo di mischiare uve, di vitigni differenti ma già mature per la vinificazione, al fine di creare un vino.
Tra i vini che nascono tramite uvaggio vi sono il Ghemme, che si ottiene dall'uvaggio dei vitigni Nebbiolo, localmente chiamato "Spanna", Uva Rara e Vespolina; il Chianti, che nasce dall'uvaggio del canaiolo nero, della malvasia del Chianti, del sangiovese e del trebbiano toscano; il vino Nobile di Montepulciano, ricavato dal trebbiano toscano, dal canaiolo nero, dal sangiovese grosso e dalla malvasia del Chianti. Oltre che per i vini rossi, l'uvaggio viene effettuato anche per ottenere vini bianchi, quali il Frascati e l'Orvieto.